# Dicobat
Le Dicobat est un dictionnaire des mots de la construction. Cet ouvrage, publié pour la première fois en 1990, répertorie le vocabulaire spécifique du bâtiment. Il se décline en plusieurs modèles, comprenant soit l'essentiel du vocabulaire de la construction, soit des définitions plus exhaustives, soit une quantité variable d'illustrations. 
Pour les professionnels de la construction, le Dicobat permet l'usage d'un vocabulaire commun et celui-ci est largement utilisé pour définir les mots de la construction. La 10e édition est parue en 2019.

## Type de Dicobat
Le Dicobat se décline en plusieurs éditions : le Grand Dicobat, le Petit Dicobat (qui comprend 70 % du contenu du Grand Dicobat), le Dicobat visuel (un dictionnaire illustré) et le mini Dicobat. Le Grand Dicobat comprend plus de 17 000 définitions différentes. Tous les ouvrages sont édités par les Éditions Arcature. L'application VisualTERMS permet la consultation du Dicobat visuel sur son téléphone. Une consultation numérique (le dicobatonline) est également disponible par abonnement.

### Éditions
- 10e édition du Grand Dicobat - 2019[5],[2],
- 9e édition du Grand Dicobat - 2015[2],
- 8e édition du Grand Dicobat - 2012[2],
- 7e édition du Grand Dicobat - 2008[2].

## Utilisation
Le Dicobat est utilisé par les professionnels du bâtiment. Il est également utilisé par les milieux universitaires pour commenter des sujets en rapport avec la construction,.